# Брюшольри, Моника де ла

Обложка альбома с портретом Моник де ла Брюшольри

Моника де ла Брюшольри (фр. Monique de la Bruchollerie; 20 апреля 1915, Париж — 16 января 1972, Париж) — французская пианистка и музыкальный педагог.

## Биография
Происходила из семьи музыкантов. Окончила Парижскую консерваторию у Изидора Филиппа, получив Премию Паже для лучшего выпускника за пять лет. Дальше училась у Альфреда Корто, Эмиля фон Зауэра в Вене и Рауля Кохальски в Берлине. Начала концертировать в 1932 году, годом позже получила третью премию на Международном конкурсе пианистов в Вене. В 1966 году после перелома руки в результате автомобильной аварии в Бухаресте вынуждена была оставить концертную деятельность, сосредоточившись на преподавании в Парижской консерватории. Среди учеников Де ла Брюшольри, в частности, Сиприан Катсарис, Жан-Марк Савелли.